# Cora Lee

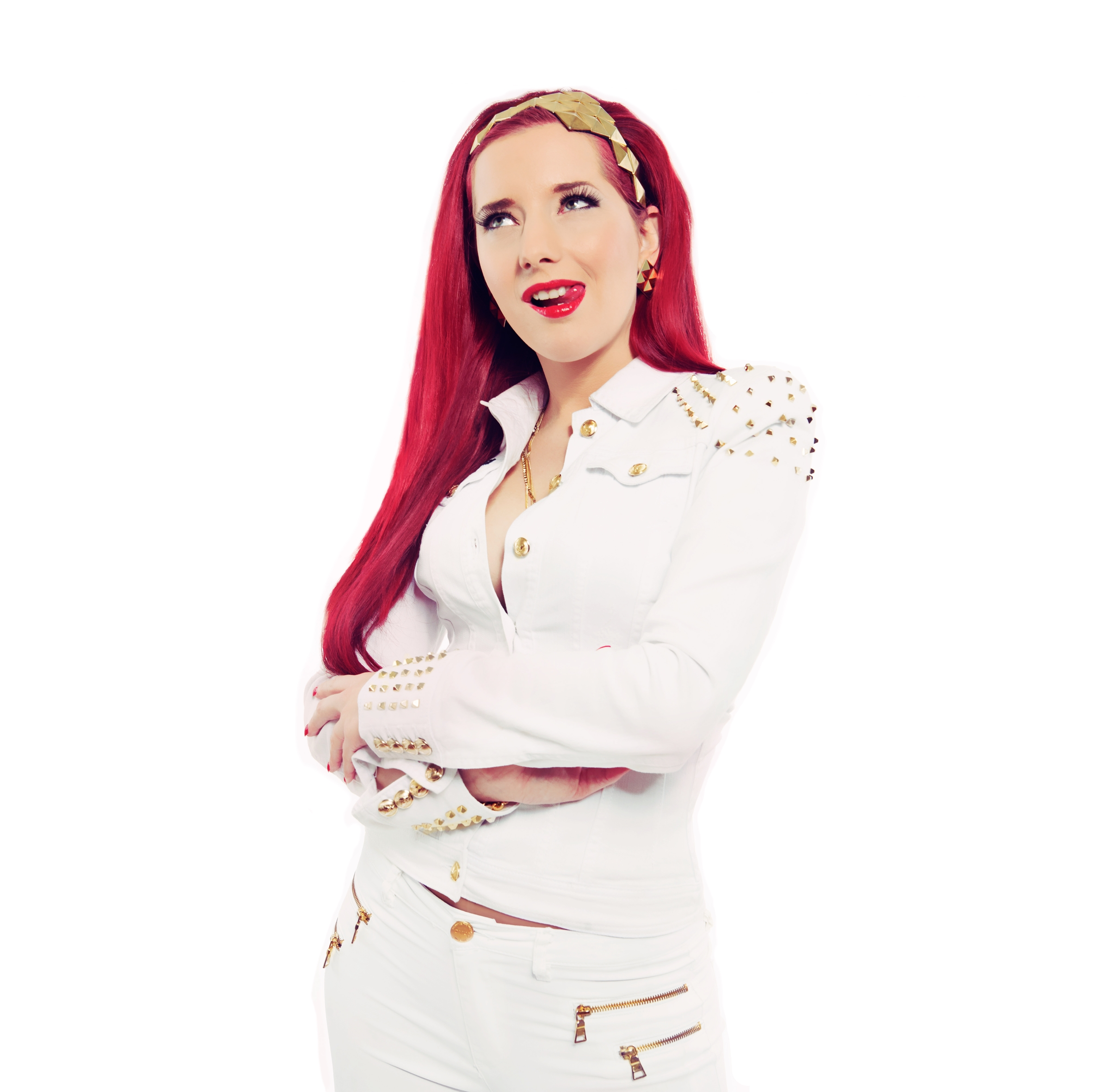
Cora Lee (2015)

Cora „Lee“ Liebig (* 19. Februar 1984 in Berlin) ist eine deutsche Sängerin, Komponistin, Texterin und Moderatorin.

## Leben
Nach ersten Bühnenerfahrungen, u. a. bei den Berlin Star Singers, wurde sie 2004 vom Gitarristen und Komponisten Alex Mann für eine neue entstehende Band (CorleeMad) als Sängerin engagiert. Hier übernahm sie rasch eine prägende Rolle und brachte zunehmend eigene Texte und Kompositionen auf die Bühne.
Da die Person der Sängerin sich als entscheidendes Markenzeichen der Band herausstellte, wurde seit 2009 auf die Vermarktung unter dem Namen CorleeMad verzichtet.
Handelte es sich bei ihrem eigenen Repertoire anfangs um Rockmusik (Mainstream- und AOR, ausschließlich eigene Titel), so entwickelte sie im Laufe der Zeit – inspiriert durch eine Zusammenarbeit mit Fools Garden und Mitwirkungen an unplugged-Konzerten – verschiedene Akustik-Programme mit typischen unplugged- oder Pianobegleitungen. Cora Lee schreibt und singt ausschließlich englische Texte.
Mehrfach errang sie Preise für gesangliche Leistungen. Zudem hat sie in regionalen TV-Musikmagazinen (Rockyou TV) und Veranstaltungen moderiert.
Nach drei ersten Musikvideos, die bereits 2006 erschienen (als DVD-Beilage zum Musikermagazin Soundcheck), erregte die Sängerin 2010 Aufmerksamkeit, als sie mit dem Musikvideo zum Titel "Silent Scream" das Thema sexuellen Missbrauchs von Kindern mit anrührenden und schockierenden Bildern künstlerisch verarbeitete. Ihr Engagement zu diesem Thema führte u. a. dazu, dass sie Botschafterin der Stiftung "Sicher und Stark" wurde, die sich bundesweit für den Schutz von Kindern engagiert.
Seit 2014 arbeitet die Sängerin in einem gemeinsamen Bühnenprogramm mit Choreographen und Tänzern der renommierten Flying Steps Academy in Berlin zusammen. Produziert wird ihre Musik inzwischen von Alex Mann und Thommy Krawallo (u. a. Hans-Eckardt Wenzel, Pankow, Universal Baby, Dota)

## Preise
Neben Erfolgen in lokalen Musikwettbewerben errang die Sängerin auch überregionale Preise:
- Preisträger „Bester englischsprachiger Rocksong“ 2006 (Deutscher Rock & Pop Musikerverband) für einen Titel von Cora Lee
- Nominierung „Beste Rockband“ 2006 (DRMV)
- „Beste Sängerin 2007“ (VoicesUp)
- „Beste Rocksängerin 2007“ (Deutsche Popstiftung)
- Platzierung beim Songwriter-Wettbewerb „Troubadours“ 2009
- 1. Preis Gesang beim Międzynarodowym Festiwalu Zespołów Rockowych in Boryszyn, Polen 2010
- Vokalpreis für besondere gesangliche Leistungen, Wetwater Festival Moryn, Polen 2011
- Nominierung "Deutscher Singer/Songwriter Preis" 2012 (Deutsche Popstiftung)
- Preis "Bestes Musikvideo" für "Silent Scream" 2012 (DRMV)
- Preis "Bestes CD-Album des Jahres (englischsprachig)" 2015 (DRMV)

## Diskographie
- "I." (E.P.), CorleeMadMusic 2006
- "Club Gig DVD Vol. 7" (3 Musikvideos, DVD), Soundcheck 2006
- "Hitpack fresh - Best of Talents" (Einzeltitel auf CD-Sampler), EMG 2006
- "Musikmarkt präsentiert - Best of Talents" (Einzeltitel auf CD-Sampler), EMG/Musikmarkt 2007
- "Romantic Underground" (Einzeltitel auf CD-Sampler), CoArt Music 2007
- "Wonder Women" (Einzeltitel auf CD-Sampler), Acoustic Fuel USA 2007
- "Anscravallo 2" (Einzeltitel auf CD-Sampler), Pancake Records 2009
- "Got To Be The One" (Netsingle), CorleeMadMusic 2009
- "Silent Scream" (Musikvideo, DVD), CorleeMadMusic 2010
- "Nobody But You" (CD), CorleeMadMusic/Monopol Verlag GmbH 2010, davon Auskopplung des Titels "Not My Man" auf "Japan-Sampler" von FBP-Records 2012
- "Miteinander - Füreinander" (Einzeltitel auf CD-Doppelalbum zur 16. Internationalen Country Music Messe Berlin), Bluebird Café Records/Pool Musikvertrieb 2011
- "Live It Up" (CD), CorleeMadMusic/Monopol Verlag GmbH 2011
- "Acoustika Vol. 25" (Einzeltitel auf CD-Sampler), 272 Records USA 2011
- "Rock'n'Roll Megastar" (Netsingle), CorleeMadMusic 2011, ebenso auf CD-Sampler "Riot On Sunset", 272 Records USA 2011 und auf CD-Doppelalbum "Rock Attack Vol. 1", Fastball 2012
- "We love Africa" (Einzeltitel auf CD-Sampler), LSFM Records 2012
- "Bad Boys I Love You" (Single), CorleeMadMusic/recordJet 2015
- "Bad Boys I Love You" (CD), CorleeMadMusic/Membran 2015